# Harpochytrium hedenii
Harpochytrium hedenii är en svampart som beskrevs av Wille 1900. Harpochytrium hedenii ingår i släktet Harpochytrium och familjen Harpochytriaceae.   Inga underarter finns listade i Catalogue of Life.